# 2012년 하계 올림픽 펜싱 남자 사브르 단체
런던의 2012년 하계 올림픽 펜싱 남자 사브르 단체전은 8월 3일에 엑셀 박람회관에서 진행되었다.

## 토너먼트 형식
이 단체전은 8개국이 참가한다. 영국은 개최국 자격으로 모든 종목을 선택 여부에 따라 참전할 수 있는 자격이 주어졌으나, 이 토너먼트에는 참가하지 않기로 결정하였다. 8강전에서 패한 팀들도 두 경기를 더 치러 5위에서 8위까지의 순위를 결정한다. 반대로, 8강전에서 승리한 팀들은 준결승전에서 서로와 맞붙는다. 준결승전에서 승리한 두 팀은 금메달 결정전으로, 패한 팀들은 동메달 결정전으로 이동한다.
단체전은 먼저 45투셰를 기록하거나, 정규시간이 지나고 더 많은 투셰를 기록한 팀이 승리한다.

## 경기 일정
일정은 모두 서유럽 여름시간 (UTC+1) 을 기준으로 하고 있다.
| 일자                  | 시각  | 라운드               |
| --------------------- | ----- | -------------------- |
| 2012년 8월 3일 금요일 | 11:30 | 8강전                |
| 2012년 8월 3일 금요일 | 12:30 | 5-8위 결정전         |
| 2012년 8월 3일 금요일 | 13:30 | 준결승전             |
| 2012년 8월 3일 금요일 | 14:30 | 5-6위 / 7-8위 결정전 |
| 2012년 8월 3일 금요일 | 18:00 | 동메달 결정전        |
| 2012년 8월 3일 금요일 | 18:45 | 금메달 결정전        |

## 경기 결과

### 8강 대진
|  | 8강전 | 8강전    | 8강전 |          |    | 준결승전 | 준결승전 | 준결승전 |               |               | 결승전        | 결승전        | 결승전 |
|  |       |          |       |          |    |          |          |          |               |               |               |               |        |
|  | 1     | 러시아   | 45    |          |    |          |          |          |               |               |               |               |        |
|  | 8     | 미국     | 33    |          |    |          |          |          |               |               |               |               |        |
|  | 8     | 미국     | 33    |          | 1  | 러시아   | 43       |          |               |               |               |               |        |
|  |       |          |       |          | 1  | 러시아   | 43       |          |               |               |               |               |        |
|  |       |          | 4     | 루마니아 | 45 |          |          |          |               |               |               |               |        |
|  | 5     | 중국     | 4     | 루마니아 | 45 | 30       |          |          |               |               |               |               |        |
|  | 5     | 중국     |       |          |    | 30       |          |          |               |               |               |               |        |
|  | 4     | 루마니아 | 45    |          |    |          |          |          |               |               |               |               |        |
|  |       |          |       |          |    |          |          |          |               |               | 4             | 루마니아      | 26     |
|  |       |          | 6     | 대한민국 | 45 |          |          |          |               |               |               |               |        |
|  | 3     | 독일     | 38    |          |    |          |          |          |               |               |               |               |        |
|  | 6     | 대한민국 | 45    |          |    |          |          |          |               |               |               |               |        |
|  | 6     | 대한민국 | 45    |          | 6  | 대한민국 | 45       |          | 동메달 결정전 | 동메달 결정전 | 동메달 결정전 | 동메달 결정전 |        |
|  |       |          |       |          | 6  | 대한민국 | 45       |          | 동메달 결정전 | 동메달 결정전 | 동메달 결정전 | 동메달 결정전 |        |
|  |       |          | 7     | 이탈리아 | 37 |          |          |          |               |               |               |               |        |
|  | 7     | 이탈리아 | 7     | 이탈리아 | 37 | 45       |          | 1        | 러시아        | 40            |               |               |        |
|  | 7     | 이탈리아 |       |          |    | 45       |          | 1        | 러시아        | 40            |               |               |        |
|  | 2     | 벨라루스 | 44    |          |    |          |          |          |               |               | 7             | 이탈리아      | 45     |

### 순위 결정전
|  | 5-8위 결정전 |              |              |  |   |              |              |              |
|  | 8            | 미국         | 28           |  |   |              |              |              |
|  | 5            | 중국         | 45           |  |   | 5-6위 결정전 | 5-6위 결정전 | 5-6위 결정전 |
|  |              |              |              |  |   | 5            | 중국         | 30           |
|  | 5-8위 결정전 | 5-8위 결정전 | 5-8위 결정전 |  | 3 | 독일         | 45           |              |
|  | 3            | 독일         | 45           |  |   |              |              |              |
|  | 2            | 벨라루스     | 40           |  |   | 7-8위 결정전 | 7-8위 결정전 | 7-8위 결정전 |
|  |              |              |              |  |   | 8            | 미국         | 35           |
|  |              |              |              |  |   | 2            | 벨라루스     | 45           |

## 경기 정보

### 8강전
| 러시아                | 45 – 33 | 미국            |
| 니콜라이 코발례프     | 4 – 5   | 다릴 호머       |
| 알렉세이 야키멘코     | 6 – 1   | 제임스 윌리엄스 |
| 베니아민 레셰트니코프 | 5 – 2   | 팀 모어하우스   |
| 니콜라이 코발례프     | 5 – 3   | 제임스 윌리엄스 |
| 베니아민 레셰트니코프 | 5 – 6   | 다릴 호머       |
| 알렉세이 야키멘코     | 5 – 5   | 팀 모어하우스   |
| 베니아민 레셰트니코프 | 5 – 0   | 제임스 윌리엄스 |
| 니콜라이 코발례프     | 5 – 3   | 팀 모어하우스   |
| 알렉세이 야키멘코     | 5 – 4   | 다릴 호머       |

| 중국   | 30 – 45 | 루마니아            |
| 중만   | 3 – 5   | 라레슈 두미트레스쿠 |
| 류샤오 | 2 – 5   | 플로린 잘로미르     |
| 왕징지 | 6 – 5   | 티베리우 돌니체아누 |
| 류샤오 | 5 – 5   | 라레슈 두미트레스쿠 |
| 중만   | 1 – 5   | 티베리우 돌니체아누 |
| 왕징지 | 2 – 5   | 플로린 잘로미르     |
| 류샤오 | 8 – 5   | 티베리우 돌니체아누 |
| 왕징지 | 2 – 5   | 라레슈 두미트레스쿠 |
| 중만   | 1 – 5   | 플로린 잘로미르     |

| 독일              | 38 – 45 | 대한민국 |
| 막스 하어퉁       | 4 – 5   | 원우영   |
| 니콜라스 림바흐   | 4 – 5   | 구본길   |
| 베네디크트 바그너 | 2 – 5   | 김정환   |
| 막스 하어퉁       | 5 – 5   | 구본길   |
| 베네디크트 바그너 | 3 – 5   | 원우영   |
| 니콜라스 림바흐   | 7 – 5   | 김정환   |
| 비외언 휘브너     | 2 – 5   | 구본길   |
| 막스 하어퉁       | 2 – 5   | 김정환   |
| 니콜라스 림바흐   | 9 – 5   | 원우영   |

| 이탈리아        | 45 – 44 | 벨라루스              |
| 루이지 타란티노 | 1 – 5   | 알략산드르 부이케비치 |
| 알도 몬타노     | 6 – 5   | 드미트리 랍케스       |
| 디에고 오키우치 | 8 – 2   | 발레리 프리이엠카     |
| 루이지 타란티노 | 5 – 4   | 드미트리 랍케스       |
| 디에고 오키우치 | 5 – 5   | 알략산드르 부이케비치 |
| 알도 몬타노     | 5 – 5   | 발레리 프리이엠카     |
| 디에고 오키우치 | 4 – 9   | 드미트리 랍케스       |
| 루이지 타란티노 | 2 – 5   | 발레리 프리이엠카     |
| 알도 몬타노     | 9 – 4   | 알략산드르 부이케비치 |

### 5-8위 결정전
| 미국            | 28 – 45 | 중국   |
| 다릴 호머       | 2 – 5   | 중만   |
| 제임스 윌리엄스 | 4 – 5   | 왕징지 |
| 팀 모어하우스   | 2 – 5   | 류샤오 |
| 제임스 윌리엄스 | 8 – 5   | 중만   |
| 다릴 호머       | 0 – 5   | 류샤오 |
| 팀 모어하우스   | 4 – 5   | 왕징지 |
| 제임스 윌리엄스 | 2 – 5   | 류샤오 |
| 팀 모어하우스   | 1 – 5   | 중만   |
| 다릴 호머       | 5 – 5   | 왕징지 |

| 독일            | 45 – 40 | 벨라루스              |
| 막스 하어퉁     | 2 – 5   | 알략산드르 부이케비치 |
| 니콜라스 림바흐 | 4 – 5   | 발레리 프리이엠카     |
| 비외언 휘브너   | 1 – 5   | 드미트리 랍케스       |
| 막스 하어퉁     | 13 – 1  | 발레리 프리이엠카     |
| 비외언 휘브너   | 5 – 7   | 알략산드르 부이케비치 |
| 니콜라스 림바흐 | 5 – 1   | 드미트리 랍케스       |
| 비외언 휘브너   | 5 – 1   | 알략세이 릭하체우스키 |
| 막스 하어퉁     | 5 – 8   | 드미트리 랍케스       |
| 니콜라스 림바흐 | 5 – 7   | 알략산드르 부이케비치 |

### 준결승전
| 러시아                | 43 – 45 | 루마니아            |
| 니콜라이 코발례프     | 5 – 3   | 플로린 잘로미르     |
| 알렉세이 야키멘코     | 5 – 6   | 티베리우 돌니체아누 |
| 베니아민 레셰트니코프 | 5 – 4   | 라레슈 두미트레스쿠 |
| 니콜라이 코발례프     | 2 – 7   | 티베리우 돌니체아누 |
| 베니아민 레셰트니코프 | 4 – 5   | 플로린 잘로미르     |
| 알렉세이 야키멘코     | 3 – 5   | 라레슈 두미트레스쿠 |
| 베니아민 레셰트니코프 | 5 – 5   | 티베리우 돌니체아누 |
| 니콜라이 코발례프     | 10 – 5  | 라레슈 두미트레스쿠 |
| 알렉세이 야키멘코     | 4 – 5   | 플로린 잘로미르     |

| 대한민국 | 45 – 37 | 이탈리아        |
| 김정환   | 5 – 2   | 알도 몬타노     |
| 원우영   | 4 – 8   | 디에고 오키우치 |
| 구본길   | 6 – 4   | 루이지 타란티노 |
| 김정환   | 3 – 6   | 디에고 오키우치 |
| 구본길   | 7 – 2   | 알도 몬타노     |
| 원우영   | 5 – 6   | 루이지 타란티노 |
| 구본길   | 7 – 2   | 디에고 오키우치 |
| 김정환   | 5 – 2   | 루이지 타란티노 |
| 원우영   | 5 – 4   | 알도 몬타노     |

### 7-8위 결정전
| 미국          | 35 – 45 | 벨라루스              |
| 다릴 호머     | 4 – 5   | 드미트리 랍케스       |
| 제프 스피어   | 3 – 5   | 알략산드르 부이케비치 |
| 팀 모어하우스 | 5 – 5   | 알략세이 릭하체우스키 |
| 제프 스피어   | 3 – 5   | 드미트리 랍케스       |
| 다릴 호머     | 6 – 5   | 알략세이 릭하체우스키 |
| 팀 모어하우스 | 6 – 5   | 알략산드르 부이케비치 |
| 제프 스피어   | 3 – 5   | 알략세이 릭하체우스키 |
| 팀 모어하우스 | 3 – 5   | 드미트리 랍케스       |
| 다릴 호머     | 2 – 5   | 알략산드르 부이케비치 |

### 5-6위 결정전
| 중국   | 30 – 45 | 독일            |
| 왕징지 | 3 – 5   | 막스 하어퉁     |
| 류샤오 | 1 – 5   | 니콜라스 림바흐 |
| 중만   | 7 – 5   | 비외언 휘브너   |
| 류샤오 | 3 – 5   | 막스 하어퉁     |
| 왕징지 | 3 – 5   | 비외언 휘브너   |
| 중만   | 3 – 5   | 니콜라스 림바흐 |
| 류샤오 | 3 – 5   | 비외언 휘브너   |
| 장커뤼 | 2 – 5   | 막스 하어퉁     |
| 왕징지 | 5 – 5   | 니콜라스 림바흐 |

### 동메달 결정전
| 러시아                | 40 – 45 | 이탈리아        |
| 니콜라이 코발례프     | 5 – 3   | 알도 몬타노     |
| 알렉세이 야키멘코     | 5 – 4   | 디에고 오키우치 |
| 베니아민 레셰트니코프 | 4 – 8   | 루이지 사멜레   |
| 니콜라이 코발례프     | 3 – 5   | 디에고 오키우치 |
| 베니아민 레셰트니코프 | 8 – 4   | 알도 몬타노     |
| 알렉세이 야키멘코     | 4 – 6   | 루이지 사멜레   |
| 베니아민 레셰트니코프 | 1 – 5   | 디에고 오키우치 |
| 니콜라이 코발례프     | 6 – 5   | 루이지 사멜레   |
| 알렉세이 야키멘코     | 4 – 5   | 알도 몬타노     |

### 금메달 결정전
| 루마니아              | 26 – 45 | 대한민국 |
| 라레슈 두미트레스쿠   | 2 – 5   | 김정환   |
| 티베리우 돌니체아누   | 3 – 5   | 원우영   |
| 플로린 잘로미르       | 5 – 5   | 구본길   |
| 티베리우 돌니체아누   | 6 – 5   | 김정환   |
| 라레슈 두미트레스쿠   | 2 – 5   | 구본길   |
| 플로린 잘로미르       | 2 – 5   | 원우영   |
| 티베리우 돌니체아누   | 3 – 5   | 구본길   |
| 알렉산드루 시리체아누 | 1 – 5   | 오은석   |
| 라레슈 두미트레스쿠   | 2 – 5   | 원우영   |

## 최종 순위
| 순위 | 팀       | 선수                                                                          |
| ---- | -------- | ----------------------------------------------------------------------------- |
| 1    | 대한민국 | 구본길 김정환 원우영 오은석                                                   |
| 2    | 루마니아 | 티베리우 돌니체아누 라레슈 두미트레스쿠 플로린 잘로미르 알렉산드루 시리체아누 |
| 3    | 이탈리아 | 알도 몬타노 디에고 오키우치 루이지 타란티노 루이지 사멜레                     |
| 4    | 러시아   | 니콜라이 코발례프 베니아민 레셰트니코프 알렉세이 야키멘코 파벨 비코프         |
| 5    | 독일     | 막스 하어퉁 니콜라스 림바흐 베네디크트 바그너 비외언 휘브너                   |
| 6    | 중국     | 류샤오 왕징지 중만 장커뤼                                                     |
| 7    | 벨라루스 | 알략산드르 부이케비치 드미트리 랍케스 발레리 프리이엠카 알략세이 릭하체우스키 |
| 8    | 미국     | 다릴 호머 팀 모어하우스 제임스 윌리엄스 제프 스피어                           |